# Flötningen
Flötningen är en by som ligger i Idre socken i Älvdalens kommun i Dalarnas län vid Flötningssjön och 3 kilometer från gränsen till Norge. I Flötningen finns det en livsmedelsaffär, Gränsbua (Flötningen Supermarket). Byn är belägen 37 km väster om Idre, längs riksväg 70. I januari 2016 fanns det enligt Ratsit 19 
personer över 16 år registrerade under ortsnamnet Flötningen.